# Rivolta di Palermo (1773)
La Rivolta di Palermo del 1773 fu una insurrezione popolare scoppiata a Palermo, sostenuta dalla classe baronale siciliana, contro i Borboni di Napoli, che portò a un governo provvisorio durato fino al 1774.

## Storia

### Premesse
Fin dagli esordi del proprio matrimonio con Filippo V di Spagna, Elisabetta Farnese si attivò per procurare al figlio, il primogenito di secondo letto Carlo di Borbone, titoli e possedimenti, conscia del fatto che la successione al trono di Spagna riguardava i figli di primo letto. Anche per le origini della regina, era naturale pensare alla penisola italiana, tenendo poi in conto le simpatie di papa Clemente XI. Carlo era nato nel 1716 e già nell'agosto dell'anno successivo una flotta spagnola aveva conquistato la Sardegna (anche se Filippo ed Elisabetta erano orientati piuttosto alla Toscana o a Napoli e furono dissuasi da Giulio Alberoni). Una Quadruplice alleanza si formò contro la Spagna, che si risolse con una seconda spedizione italiana, stavolta contro la Sicilia. La battaglia di Capo Passero determinò l'annientamento della flotta spagnola. Licenziato Alberoni, Elisabetta si lanciò in una sfrenata politica di matrimoni dinastici. Nel 1729, Elisabetta riuscì ad assicurare a Carlo la successione di Toscana e Parma. Con l'aprirsi della Guerra di successione polacca (1733), Elisabetta vide nuovi spazi di manovra. Il 20 ottobre 1733 fu inviato un corpo di spedizione in Italia: gli sviluppi successivi portarono le truppe spagnole ad attaccare le Due Sicilie. Carlo, su indicazione della madre, partì da Parma nel febbraio del 1734, quando era da poco maggiorenne e fuor di tutela. Il 10 maggio era a Napoli. Montemar conquistò per suo conto la Sicilia e il 2 gennaio 1735 Carlo poté assumere il titolo di re delle Due Sicilie, senza alcuna indicazione numerica (anche per sfuggire al nugolo di implicazioni che una o l'altra scelta del numerale avrebbe comportato). Il 3 luglio si incoronò re di Sicilia a Palermo.
La scelta di Palermo quale sede per l'incoronazione portò i baroni siciliani a credere che Carlo volesse fissare la propria dimora nella capitale dell'isola anziché a Napoli. Tali ipotesi, però, tramontò presto: trascorsa una settimana dall'incoronazione, il 12 luglio Carlo partì per il continente, fissando la propria capitale nella città partenopea e lasciando a Palermo un viceré. La partenza di Carlo da Palermo fu vissuta come un affronto, in specie dalla nobiltà isolana, e generò un clima di profonda delusione, nel quale si rafforzò l'antico dualismo tra Napoli e Palermo.
Nel 1738, quando i suoi diritti su entrambi i regni siciliani erano stati legittimati anche dal trattato di Vienna e dall'investitura papale, Carlo III diede avvio a un piano di riforme, ufficialmente tendente al buon governo e al miglioramento del Regio erario, ma che aveva anche l'obiettivo di restituire al sovrano attribuzioni e funzioni perdute, sottraendole al baronaggio.
L'aristocrazia, invece, insorse contro il re, quando questi decise di istituire la figura del Supremo Magistrato del Commercio sia a Napoli, sia a Palermo. Questo tipo di riforma avrebbe leso enormemente gli interessi dei baroni, tanto che il Parlamento siciliano, espressione diretta del potere baronale e del clero, pur di annullarne gli effetti, giunse ad offrire alla corona una donazione di duecentomila scudi affinché si riducessero le competenze del Tribunale del Commercio.

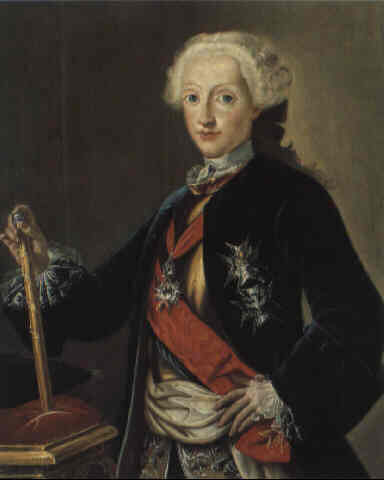
Ferdinando III di Sicilia

Quando nel 1759 Carlo assunse la corona di Spagna, dovette rinunciare ai titoli di Re di Sicilia e Re di Napoli, che furono assegnati al terzogenito Ferdinando, un bambino di otto anni, affidato alla tutela di un consiglio di reggenza, sebbene le direttive arrivassero sempre dalla Spagna. Il Consiglio di reggenza si trasformò in Consiglio di stato, con funzioni consultive, al raggiungimento del sedicesimo anno d'età di Ferdinando, il 12 gennaio 1767. 
Una delicata questione di ordine costituzionale riguardò il giuramento di fedeltà al nuovo re da parte del Parlamento siciliano e il correlativo giuramento di rispetto delle costituzioni e dei privilegi del Regno da parte del sovrano. Così come avvenuto per Carlo III, anche Ferdinando III avrebbe dovuto adempiere a tale rito, ma, all'atto della successione, ciò non avvenne, poiché il sovrano non aveva raggiunto ancora la maggiore età. A prestare giuramento fu, su procura, il viceré Giovanni Fogliani Sforza d'Aragona: in questo modo, il segretario di Stato napoletano Bernardo Tanucci riuscì a rimandare la cerimonia postdatandola al compimento del sedicesimo anno di età del re. Divenuto questi maggiorenne, la nobiltà siciliana, non dimentica dell'impegno preso dalla corona, d'iniziativa invitò Ferdinando recarsi a Palermo. Tanucci, contrario a tale atto, che, di fatto, legittimava il potere baronale, decise che il re non avrebbe prestato alcun giuramento, adducendo, quale motivazione, che la cerimonia dell'incoronazione avrebbe avuto incidenza nei rapporti con la Chiesa, a causa del presunto legame feudale del Regno con la Santa Sede. Questa decisione generò un primo motivo di attrito tra la casa regnante e la nobiltà isolana, che si riteneva enormemente delusa ed offesa.
In Sicilia cresceva il malcontento nei confronti delle autorità napoletane e del viceré Fogliani anche nelle classi popolari. Questi aveva infatti affrontato in modo molto maldestro la prima grave emergenza: la carestia del 1763-1764.

### La rivolta
Nel 1772, in occasione di una nuova carestia dovuta alla mancanza di grano, la popolazione di Palermo ripose la propria fiducia sul capo del Senato cittadino, Cesare Gaetani, principe di Cassaro. 
Il 19 e 20 settembre 1773 scoppiò un'insurrezione popolare a Palermo. La scintilla fu la morte di Cesare Caetani del Cassaro, deceduto sotto i ferri del chirurgo del viceré di Sicilia (secondo i rivoltosi, deliberatamente ucciso). I rivoltosi assaltarono così il Palazzo della Vicaria e il Palazzo Reale. Tra il settembre e l'ottobre, la rivolta, capeggiata dalle corporazioni artigiane (le "maestranze"), infiammò la città e le vicine Monreale, Piana dei Greci e Bisacquino.
A cavalcarla furono i baroni, che aizzarono le folle allo scopo di dimostrare al governo che, in assenza del loro beneplacito, era impossibile governare la Sicilia. Sebbene non vi fosse alcun intendimento di sottrarre l'isola alla casa regnante, la rivoluzione di Palermo può essere considerata a tutti gli effetti una rivolta politica, voluta e fomentata dalla classe dominante locale, avente l'obiettivo di stroncare la politica riformistica di Tanucci. L'apparato statale e amministrativo subì un duro colpo: l'esercito borbonico, composto da truppe svizzere, trovatosi nell'impossibilità di agire, non poté proteggere il viceré Fogliani, che fu costretto alla fuga e a rifugiarsi nella cittadella di Messina. 
Il vuoto di potere, così, fu colmato dall'insediamento di un governo provvisorio, che aveva come governatore a interim l'arcivescovo di Palermo Serafino Filangieri, formalmente a capo della Legazia di Sicilia. Tale interim durò però pochi mesi. Ferdinando III invece aveva sostituito Fogliani con Giorgio Corafà, comandante in capo delle forze napoletane fino al 1776.
Solo nel giugno 1774 il re nominò Filangieri presidente del Regno, ristabilendo anche formalmente l'autorità regia, e il 24 ottobre 1774 arrivò a Palermo come nuovo viceré in Sicilia il principe Marcantonio Colonna di Stigliano, che ristabilì definitivamente l'ordine pubblico.
Nella corte napoletana cominciò a radicarsi la convinzione che il baronaggio siciliano minasse la stabilità degli stati "meridionali". L'infedeltà dei baroni fu contrastata, estromettendo la nobiltà siciliana dai vertici del governo del regno. Si affermò un orientamento anti-baronale, che divenne, poi, anti-siciliano, e che portò a sostenere una politica nella quale Napoli ebbe piena supremazia su Palermo. Tutto ciò influirà, in seguito, sul ruolo del "partito siciliano" nell'ambito delle sorti del futuro Regno delle Due Sicilie del 1816.